# 1934
- Wikisource

| Calendário gregoriano                                                        | 1934 MCMXXXIV                        |
| Ab urbe condita                                                              | 2687                                 |
| Calendário arménio                                                           | 1383 – 1384                          |
| Calendário bahá'í                                                            | 90 – 91                              |
| Calendário budista                                                           | 2478                                 |
| Calendário chinês                                                            | 4630 – 4631 Início a 14 de fevereiro |
| Calendário copta                                                             | 1650 – 1651                          |
| Calendário etíope                                                            | 1926 – 1927                          |
| Calendários hindus - Vikram Samvat - Calendário nacional indiano - Cáli Iuga | 1989 – 1990 1855 – 1856 5034 – 5035  |
| Calendário Holoceno                                                          | 11934                                |
| Calendário islâmico                                                          | 1353 – 1354                          |
| Calendário judaico                                                           | 5694 – 5695 Início a 10 de setembro  |
| Calendário persa                                                             | 1312 – 1313 Início a 21 de março     |
| Calendário rúnico                                                            | 2184                                 |
| Calendário solar tailandês                                                   | 2477                                 |

1934 (MCMXXXIV, na numeração romana) foi um ano comum do século XX do Calendário Gregoriano, da Era de Cristo, e a sua letra dominical foi G (52 semanas), teve início numa segunda-feira e terminou também numa segunda-feira. Segundo o horóscopo chinês, foi o ano do Cão, começando a 14 de fevereiro.
| Ano completo                         |
| ------------------------------------ |
| Ano comum com início à segunda-feira |

## Eventos
- 1 de janeiro
  - Ilha de Alcatraz, na Baía de São Francisco, se torna uma prisão federal dos Estados Unidos.
  - Alemanha Nazista aprova a "Lei para a Prevenção de Descendentes Geneticamente Doentes".
- 25 de janeiro - Fundação da Universidade de São Paulo (USP).
- 28 de abril - Ricardo Samper Ibañez substituiAlejandro Lerroux García como presidente do governo da Espanha e, no mesmo ano, é substituído pelo seu predecessor.
- Entre 27 de maio e 10 de junho - Segunda Copa do mundo FIFA. O país-sede e também ganhador foi a Itália.
- 16 de Julho - Promulgada a Constituição brasileira de 1934.
- 17 de Julho - Ocorre a décima terceira Eleição presidencial no Brasil, as eleições são indiretas. Getúlio Vargas é eleito e continua sendo Presidente do Brasil.
- 2 de agosto - Adolf Hitler inicia o regime nazista na Alemanha.

## Nascimentos
- 6 de janeiro - Sylvia Syms, atriz inglesa (m. 2023).
- 7 de janeiro - Tássos Papadópoulos, presidente de Chipre de 2003 a 2008.
- 15 de fevereiro - Ali Akbar Hashemi Rafsanjani, presidente do Irão de 1989 a 1997.
- 24 de fevereiro - Bingu wa Mutharika, presidente do Malawi desde 2004.
- 31 de março - Carlo Rubbia, físico italiano, director do CERN e Nobel da Física 1984.[1]
- 5 de abril - Roman Herzog, é um político alemão e presidente da Alemanha de 1994 a 1999.
- 22 de abril - Pedro Pires, presidente de Cabo Verde desde 2001.
- 7 de maio - Pierre Clastres, antropólogo francês (m. 1977).
- 6 de junho - Rei Alberto II da Bélgica.
- 15 de junho - Rubén Aguirre, ator mexicano (m. 2016).
- 30 de junho - Bresser Pereira, economista, cientista político, cientista social, administrador de empresas e advogado brasileiro.
- 1 de julho - Júlio Costamilan, político brasileiro.
- 2 de julho - Antonio Vera Ramírez, escritor espanhol.
- 5 de julho - Lauro André da Silva, advogado e político brasileiro.
- 11 de julho - Giorgio Armani, estilista italiano.
- 12 de julho - Michael Horgan, ciclista irlandês.
- 17 de julho - Francisco Sá Carneiro, advogado e político português, fundador do PSD/PPD.
- 27 de agosto - Yumara Rodrigues, atriz, diretora e produtora de teatro brasileira (m. 2024).
- 20 de setembro - Sophia Loren, atriz italiana vencedora do Oscar
- 28 de setembro - Brigitte Bardot - Atriz francesa e grande símbolo sexual dos anos 60.
- 19 de outubro - Glória Menezes, atriz brasileira.
- 30 de novembro - Lansana Conté, Presidente da Guiné-Conacri de 1984 a 2008 (m. 2008).
- 3 de dezembro - Presidente Gonzalo, líder do Partido Comunista do Peru de 1969 a 1992. (m. 2021)
- 12 de dezembro - Miguel de la Madrid, presidente do México de 1982 a 1988.
- 24 de dezembro - Stjepan Mesić, presidente da Croácia de 2000 a 2010 e primeiro-ministro em 1990.

## Mortes
- 17 de fevereiro - Alberto I, Rei dos Belgas, em acidente numa escalada de montanha.
- 25 de julho - Nestor Makhno, revolucionário anarquista ucraniano, líder do Exército Insurgente Makhnovista, fundador do Território Livre que lutou contra as forças do Czar durante a Guerra Civil Russa
- 2 de agosto - Paul von Hindenburg, foi um militar alemão e presidente da Alemanha de 1925 a 1934 (n. 1847).[2]
- 15 de outubro - Raymond Poincaré, presidente da França de 1913 a 1920 e primeiro-ministro de 1912 a 1913, de 1922 a 1924 e de 1926 a 1929 (n. 1860).
- 9 de outubro - Alexandre I da Iugoslávia, Rei dos Sérvios, Croatas e Eslovenos de 1921 a 1929 e Rei da Jugoslávia de 1929 a 1934 (n. 1888).
- 8 de março - Hachiko, cachorro japonês que continuou a esperar seu dono mesmo depois de morto por 10 anos, todas as estações do ano, todos os meses, todo dia, na mesma hora e no mesmo lugar até não resistir e morrer.
- 4 de julho - Marie Sklodowska Curie, cientista polonesa, primeira pessoa e única mulher a ganhar o prêmio Nobel duas vezes.

## Prémio Nobel
- Química - Harold Clayton Urey.[3]
- Medicina - George Hoyt Whipple,[4] George Richards Minot,[4] William Parry Murphy.[4]
- Literatura - Luigi Pirandello.[5]
- Paz - Arthur Henderson.[6]
- Física - não atribuído.

## Por tema
- 1934 na arte
- 1934 no Brasil
- 1934 na ciência
- 1934 no cinema
- 1934 no desporto
- 1934 no jornalismo
- 1934 na literatura
- 1934 na política
- 1934 na rádio
- 1934 no teatro
- 1934 na televisão